# آيت نعمان الشمالية (آيت نعمان)
آيت نعمان الشمالية هي إحدى مشيخات المملكة المغربية، تتبع جغرافيا لإقليم الحاجب وإداريًا لآيت نعمان. يقدر عدد سكانها بـ 3464 نسمة حسب الإحصاء الرسمي للسكان والسكنى لسنة 2004.